# Aed av Skottland
Aed av Skottland (gaeliska: Áed mac Cináeda), född cirka 840, död 878, namnet stavas ibland Aedh eller Aodh, blev kung av Skottland 877 när han efterträdde sin bror Konstantin I.
Man känner inte till mycket om Aed. Han gifte sig, men det är okänt när och var och vad bruden hette. Han fick minst två söner. En av dem, Konstantin II blev senare kung av Skottland och en annan, Donald, blev kung av Strathclyde 908.
Efter endast ett par år på tronen, mördades Aed omkring 878 av Giric, även känd som Gregory den store. Aed efterföljdes av en släkting, Eochaid, som regerade tillsammans med Giric.